# Zagoritje
Zagoritje (bulgariska: Загориче) är ett distrikt i Bulgarien.   Det ligger i kommunen Obsjtina Kaolinovo och regionen Sjumen, i den nordöstra delen av landet, 300 km öster om huvudstaden Sofia.
Trakten runt Zagoritje består till största delen av jordbruksmark. Runt Zagoritje är det ganska glesbefolkat, med 42 invånare per kvadratkilometer.